# Mapleton (Iowa)
Mapleton es una ciudad ubicada en el condado de Monona en el estado estadounidense de Iowa. En el Censo de 2010 tenía una población de 1224 habitantes y una densidad poblacional de 294,82 personas por km².

## Geografía
Mapleton se encuentra ubicada en las coordenadas 42°10′2″N 95°47′26″O / 42.16722, -95.79056. Según la Oficina del Censo de los Estados Unidos, Mapleton tiene una superficie total de 4.15 km², de la cual 4.15 km² corresponden a tierra firme y (0%) 0 km² es agua.

## Demografía
Según el censo de 2010, había 1224 personas residiendo en Mapleton. La densidad de población era de 294,82 hab./km². De los 1224 habitantes, Mapleton estaba compuesto por el 95.75% blancos, el 0.9% eran afroamericanos, el 0.98% eran amerindios, el 0.16% eran asiáticos, el 0% eran isleños del Pacífico, el 0.57% eran de otras razas y el 1.63% pertenecían a dos o más razas. Del total de la población el 1.55% eran hispanos o latinos de cualquier raza.